# بکس (نوشیدنی)

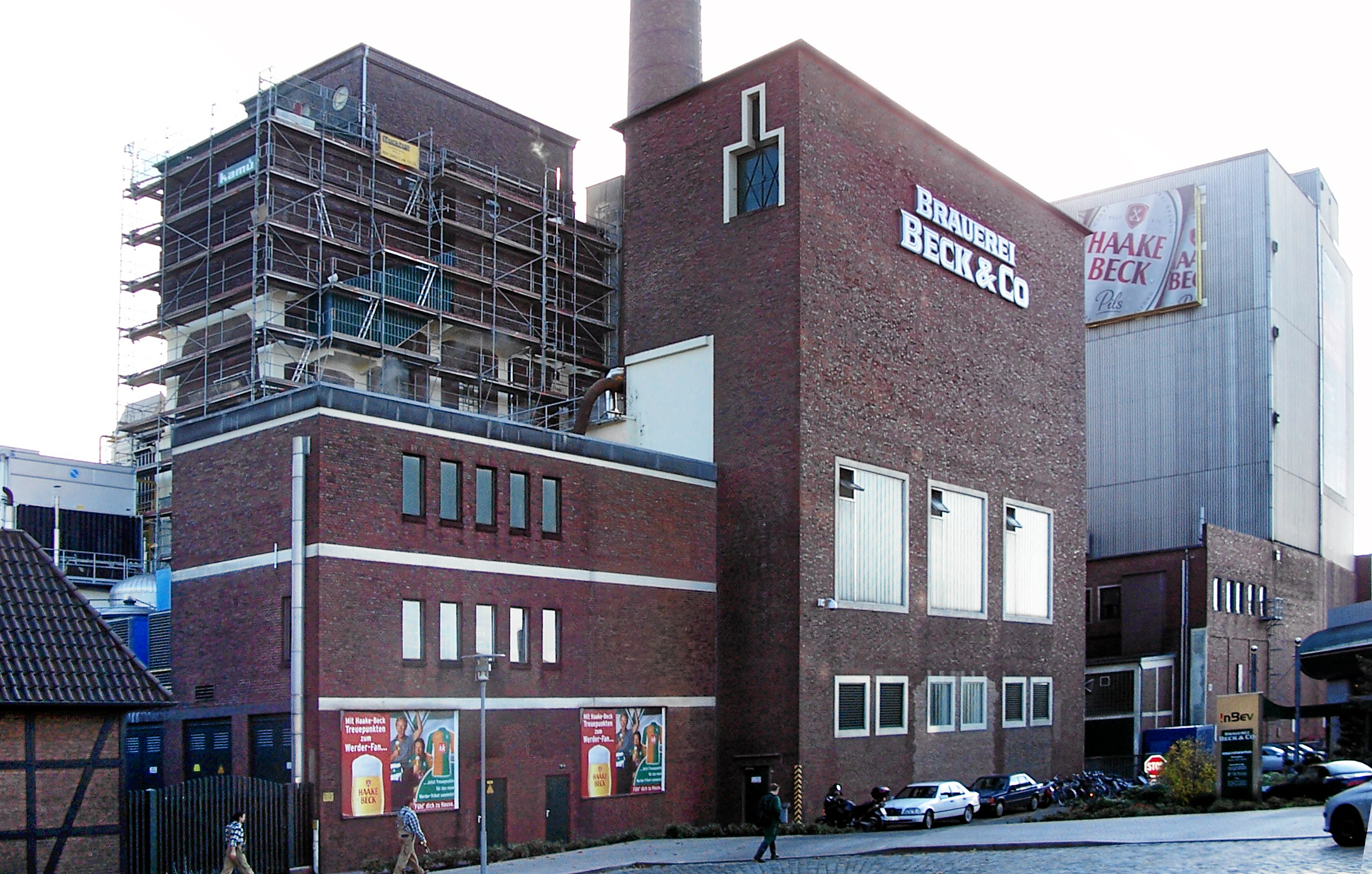
تصویر کارخانه

بِکس (به آلمانی: Beck's Brewery) که در شهر برمن واقع شده‌است کارخانه‌ای است که به تولید آبجو و نوشیدنی‌های دارای آبجو می‌پردازد و از سال ۲۰۰۲ میلادی به شرکت بلژیکی Anheuser-Busch InBev تعلق دارد.

## کارخانه
کارخانه ی آبجوسازی بکس در شهر برمن واقع شده‌است و از جمله شرکت‌هایی محسوب می‌شود که در زمینه ی صادرات فعالیت دارد. تحت علامت تجاری بکس، این شرکت محصولات متعددی در زمینه ی آبجو را تهیه می‌کند. این شرکت بنابر آمار سال دوهزاروده میلادی بالغ بر هزاروپانصد کارمند داشته‌است. تا سال هزارونهصدوچهل و یک تنها محصولات خود را صادر می‌کرد. پس از این سال بود که تصمیم گرفته شد محصولات آن در بازار آلمان نیز به فروش برسد.

## محصولات
- بکس دارک
- بکس پرمیر لایت
- بکس نکست
- بکس اکتبرفست
- سنت پاولی

## تولید بین‌المللی
به غیر از آلمان، در چهار کشور دیگر نیز آبجوی بکس تولید می‌شود . بکس سبز با طمع لیمو در فروشگاه‌های آمریکا عرضه نمی‌شود، همین طور بکس طلایی نیز فروخته نمی‌شود. آبجوی بکس به بیش از ۱۲۰ کشور صادر می‌شود . تا سال ۱۹۴۹ فقط به کشورهای خارجی صادر می شد ولی پس از آن در آلمان هم عرضه شد .